# John Bell
John Bell (Nashville, 18 de fevereiro de 1796 — Condado de Dickson, 10 de setembro de 1869) foi um político, advogado e plantador americano.  
Sendo um dos políticos pré-guerra civil mais proeminentes do Tennessee, ele serviu na Câmara dos Representantes dos Estados Unidos, de 1827 a 1841, e depois no Senado, de 1847 a 1859. Bell foi Presidente da Câmara (1834–1835) e ainda serviu brevemente como Secretário da Guerra durante a administração do presidente William Henry Harrison (1841). Na eleição de 1860, ele concorreu a presidência como candidato pelo Partido União Constitucional, uma legenda que defendia que a Constituição dos Estados Unidos não deveria ser mudada (e por consequência, a escravidão deveria ser preservada).
Inicialmente um aliado de Andrew Jackson, Bell se virou contra ele em meados da década de 1830 e se aliou com os Whigs, uma mudança repentina que fez com que as pessoas o apelidassem de "The Great Apostate" ("O Grande Apóstata"). Ele passou a combater os aliados de Jackson, principalmente James K. Polk, em assuntos como a manutenção do Segundo Banco dos Estados Unidos (que ele era contra) e do sistema político de despojos. Após a morte de Hugh Lawson White, em 1840, Bell se tornou líder dos Whigs no Tennessee.
Apesar de ser um dono de escravos, Bell era um dos poucos políticos do sul dos Estados Unidos que se opusera a expansão da escravidão pelo país na década de 1850 e fez campanha contra a ideia de secessão por parte dos estados sulistas antes da Guerra Civil Americana começar. Durante a campanha presidencial de 1860, ele defendia que a secessão não era necessária, já que a Constituição já protegia a escravidão, algo que ressoou com os estados de fronteira, ajudando-o a levar os votos do colégio eleitoral de Tennessee, Kentucky e Virgínia. Apesar de ser um defensor da União no começo, após a batalha de Fort Sumter em abril de 1861, Bell abandonou a União e passou a apoiar a Confederação. Após a guerra, ele se mudou para Stewart, Tennessee e veio a falecer em 1869, na cidade de Dover.